# Deivy Capellán Almonte
Pour les articles homonymes, voir Capellán et Almonte.
Capellán  Almonte est un nom espagnol. Le premier nom de famille, en général paternel, est Capellán ; le second, en général maternel, souvent omis, est Almonte.
Deivy Capellán Almonte , né le 17 mars 1983 à Saint-Domingue, est un coureur cycliste dominicain. 

## Palmarès
- 2004
  -  Champion de République dominicaine sur route espoirs
- 2007
  - Prologue et 5e étape de la Vuelta a la Independencia Nacional
- 2008
  - 1re étape de la Pre-Vuelta Independencia
  - Clásico Ángel García
  - 4e étape de la Vuelta al Valle del Cibao
  - 3e étape du Tour du Costa Rica
- 2009
  - 4e étape de la Copa Cero de Oro
  - 7e étape du Tour du Chiapas
- 2010
  -  Champion de République dominicaine sur route
  - Classement général de la Pre-Vuelta Independencia
  - 8e étape de la Vuelta a la Independencia Nacional
  - Clásico Aniversario del Club Mauricio Báez[1]
- 2011
  - 3e étape de la Vuelta a la Independencia Nacional
- 2014
  - 3e du championnat de République dominicaine de poursuite par équipes[2]
- 2019
  - Vuelta al Padre Avelino[3] :
    - Classement général
    - 1re étape
- 2023
  - 1re étape de la Vuelta a la Independencia Nacional
- 2025
  - 2e et 7e étapes de la Vuelta a la Independencia Nacional

## Classements mondiaux
| Année            | 2008 | 2009 | 2010 | 2011 |
| ---------------- | ---- | ---- | ---- | ---- |
| UCI America Tour | 387e | 247e | 127e | 129e |